# Eremomela de Turner
L'eremomela de Turner o eremomela de front vermell (Eremomela turneri) és una espècie d'ocell passeriforme que pertany a la família Cisticolidae pròpia d'Àfrica central.

## Distribució i hàbitat
Se'l troba a la República Democràtica del Congo i l'oest de Kenya.
L'hàbitat natural són els boscos humits tropicals. Està amenaçat per pèrdua d'hàbitat.

## Subespècies
Es reconeixen dues subespècies:
- E. t. kalindei (Prigogine, AR 1958) - est Zaire i extrem sud-oest d'Uganda (Bosc Nyondo)
- E. t. turneri (Van Someren, VGL 1920) - oest de Kenya (Mont Elgon, Bosc Kakamega i sud de Nandi Hills)